# Manika, une vie plus tard
Pour plus de détails, voir Fiche technique et Distribution.
Manika, une vie plus tard est un film français réalisé par François Villiers, sorti en 1989.

## Synopsis
Dans un village au bord de l'océan Indien, Manika, dix ans, fait des rêves d'une autre vie dans un autre pays. Elle est persuadée qu'il s'agit d'une vie antérieure.

## Fiche technique
- Titre : Manika, une vie pour plus tard
- Réalisation : François Villiers
- Scénario : Jean-Pierre Gibrat, Brian Phelan et François Villiers
- Photographie : Alain Levent
- Son : Paul Lainé
- Décors : Ram Yedekar
- Montage : Hélène Plemiannikov
- Production : Labrador Films
- Pays de production :  France
- Durée : 106 minutes
- Date de sortie : France, 14 juin 1989

## Distribution
- Ayesha Dharker : Manika
- Julian Sands : Père Daniel
- Stéphane Audran : Sœur Ananda
- Jean-Philippe Écoffey : Père René